# Moviment d'Alliberament Sidama
El Moviment d'Alliberament Sidama (Sidama Liberation Movement) fou una organització política de l'ètnia sidama a Etiòpia. El 1978 Wolde-Emmanuel Dubale, Betena Holesha i Matias Meshona van establir un moviment nacionalista conegut com a Kaie (revolta), que poc després fou rebatejat com a Moviment d'Alliberament Sidama, i que va lluitar contra el Derg i contra la dominació amhara al costat del Front d'Alliberament de Somàlia Occidental, fins als anys vuitanta, almenys fins al 1988. El govern del Derg fou enderrocat el 1991 per la victòria del Front Popular d'Alliberament de Tigre i organitzacions aliades, incloent el Moviment d'Alliberament Sidama, llavors poc operatiu. La victòria dels seus aliats no va canviar les coses i els sidames van considerar que havien canviat el domini amhara pel trigranya i les relacions es van trencar el 1992.
Durant el període de transició el país Sidama fou inclòs en el territori dels Pobles del Sud sense dret a estat propi; una part de la població no es va sentir satisfeta i el 1994 o 1995 el Moviment va fer aliança amb el Front Nacional d'Alliberament de l'Ogaden i al Front d'Alliberament Oromo i es va fixar com a objectiu la creació d'un estat independent anomenat Sidamaland. El 28 de juliol de 1999 va agafar el nom de Front d'Alliberament Sidama.